# Henry Whitelock Torrens
Henry Whitelock Torrens (20 mai 1806 - 16 août 1852), est une écrivain et traducteur britannique.

## Biographie
Fils du major-général Henry Torrens (en), est né le 20 mai 1806. Il obtient son baccalauréat à Christ Church, Oxford (où il est président de la United Debating Society (en)), et est entré à l'Inner Temple.
Après un court service au ministère des Affaires étrangères, il obtient une bourse d'écrivain auprès de la Cour des directeurs de la Compagnie des Indes orientales et arrive en Inde en novembre 1828 où il occupe divers postes à Meerut. En 1835, il rejoint le Secrétariat, où il sert dans plusieurs départements sous la direction de William Hay Macnaghten.
Il traduit les cinquante premières nuits des Mille et Une Nuits en se basant sur l'édition Calcutta II, qui sont publiées en 1838, sous le titre The Book of the Thousand Nights and One Night. Mais apprenant qu'Edward William Lane a commencé sa propre traduction, Torrens abandonne son travail,.
En 1839, il aide James Hume (en) dans la rédaction de l'Eastern Star, un hebdomadaire qui devient un quotidien, le Calcutta Star. Il est secrétaire (1840-1846) et vice-président (1843-1845) de la Société asiatique du Bengale (aujourd'hui la Société asiatique). En décembre 1846, il est nommé agent du gouverneur général à Murshidabad. Ici, dans ses efforts pour améliorer l'administration du Nizamat, ses relations avec le Nawab Nizam (en) et ses fonctionnaires deviennent très tendues.
C'est un essayiste intelligent, ainsi qu'un journaliste et un érudit, et ses papiers dispersés ont été rassemblés et publiés à Calcutta en 1854.